# Dambulla
Dambulla is een plaatsje in Sri Lanka, dat vooral bekend is van De gouden tempel van Dambulla, die op de Werelderfgoedlijst staat. Het ligt in de buurt van Sigiriya en ten noorden van Kandy.
Het plaatsje is gebouwd rondom een grote granieten berg, waarop het boeddhistische grottencomplex Raja Maha Vihara te vinden is. Dit complex dateert van eerste eeuw voor Christus en is het grootste en best bewaard gebleven tempelcomplex in Sri Lanka.

## Geschiedenis
De omgeving wordt al bewoond sinds de derde eeuw voor Christus. In de eerste eeuw voor Christus vluchtte koning Vattagamini Abhaya (ook bekend als Valangamba) naar het gebied, vanuit Anuradhapura. De koning liet later de tempel in de grot bouwen. In de vijfde eeuw na Christus werd de stupa gebouwd.

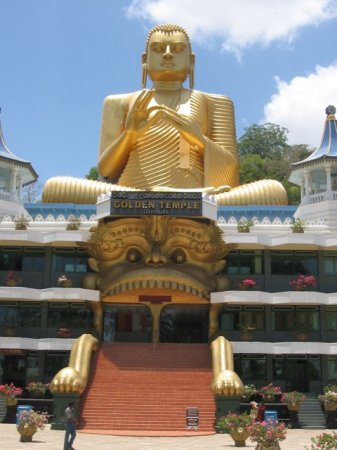
Ingang van museum bij grottencomplex